# Gianni Ratto
Gianni Ratto (Milano, 27 agosto 1916 – San Paolo del Brasile, 30 dicembre 2005) è stato un attore, regista teatrale, scenografo e costumista italiano, che dal 1954 visse e operò in Brasile.

## Biografia
Fu attivo al Piccolo Teatro di Milano fin dalla sua fondazione nel 1947, lavorando inizialmente come scenografo e costumista, per poi recitare in vari spettacoli. In seguito firmò un contratto con il Teatro alla Scala di Milano, diventandone anche vicedirettore tecnico. Qui curò la regia di opere liriche ed ebbe modo tra l'altro di dirigere Maria Callas.
Arrivò in Brasile nel 1954 su invito dell'attrice italobrasiliana Maria Della Costa, che fu da lui diretta nello spettacolo inaugurale del suo teatro, un allestimento di una pièce di Jean Anouilh.
L'anno dopo egli diresse A Moratória di Jorge Andrade. Il suo fu un atteggiamento controcorrente rispetto alla scena teatrale dell'epoca, dominata dal Teatro Brasileiro de Comédia, che contava diversi altri registi italiani: Adolfo Celi, Ruggero Jacobbi, Flaminio Bolini Cerri e Luciano Salce, tutti protetti da Franco Zampari.
Nel 1959 entrò a far parte della compagnia Teatro dos Sete, formata da Fernanda Montenegro, Paulo Autran e altri. In poco tempo divenne uno dei rinnovatori della recitazione brasiliana insieme a Ziembinski, Tomás Santa Rosa, Ruggero Jacobbi e Adolfo Celi.
In Brasile fu anche attore cinematografico e televisivo. Nella telenovela L'amore vero non si compra recitò nel ruolo di sé stesso.
Nel 1996 gli venne assegnato il Premio Shell.
Gianni Ratto morì sul finire del 2005, quasi novantenne, per un tumore alla vescica.

## Vita privata
Nel 1972 ebbe una breve relazione con la cantante e attrice Zezé Motta. In seguito si sposò due volte. La sua prima moglie fu la produttrice discografica e teatrale Kati de Almeida Braga (di 37 anni più giovane), che gli diede due figli: una femmina, Antonia de Almeida Braga Ratto, e un maschio, Bernardo de Almeida Braga Ratto (marito di Maria Francisca de Orleans e Bragança e da Rocha). Dopo aver divorziato, Gianni Ratto passò a nuove nozze con la sociologa Vaner Maria Birolli. Il matrimonio terminò con la morte di Ratto.